# Campaea clausa
Campaea clausa är en fjärilsart som beskrevs av Barend J. Lempke 1970. Campaea clausa ingår i släktet Campaea och familjen mätare. Inga underarter finns listade i Catalogue of Life.